# Pseudoamerioppia javensis
Pseudoamerioppia javensis är en kvalsterart som först beskrevs av Hammer 1979.  Pseudoamerioppia javensis ingår i släktet Pseudoamerioppia och familjen Oppiidae. Inga underarter finns listade i Catalogue of Life.